# سانتاکروز (تگزاس)
سانتاکروز (به انگلیسی: Santa Cruz) یک منطقهٔ مسکونی در ایالات متحده آمریکا است که در شهرستان استار، تگزاس واقع شده‌است. سانتاکروز ۱٫۱ کیلومتر مربع مساحت و ۶۳۰ نفر جمعیت دارد و ۴۹ متر بالاتر از سطح دریا واقع شده‌است.